# Ven onder de Berg
Het Ven onder de Berg is een Vlaams Natuurreservaat in Maasmechelen dat deel uitmaakt van het Nationaal Park Hoge Kempen en aansluit aan de Mechelse Heide. Het ven bevat een van de meest zuidelijk gelegen laaglandhoogvenen van West-Europa en is onder meer daarom een van de waardevolste vennen in Vlaanderen. Het ven met omgeving heeft een oppervlakte van 2,8 hectare en ligt in een naaldboscomplex aan de voet van de steilrand naar het Kempens Plateau. Het Ven onder de Berg is in beheer van het Agentschap voor Natuur en Bos (ANB), dat het verwaarloosde en vervuilde gebied omstreeks 2010 weer in zijn natuurlijke staat herstelde.
Er was door gebrek aan beheer bijna geen open water meer te zien omdat het ven nagenoeg volledig bedekt werd met veenmos en langzaam dreigde te verlanden. Op een drijvend veenmostapijt gedijen planten als eenarig wollegras, veenbes, ronde zonnedauw, draadzegge, witte snavelbies, slijkzegge, waterweegbree, klein blaasjeskruid, drijvend fonteinkruid en veenwortel. Het zeldzame ecosysteem verschaft daarnaast leefruimte aan een grote verscheidenheid insecten waaronder tal van zeldzame libellen en vlinders. Daarenboven is het ven een belangrijk broedgebied voor rietgors, wilde eend en wintertaling. De waterstand van het ven is vooral afhankelijk van regenwater en in mindere mate van grondwater afkomstig van het Kempens Plateau.
In de loop van de 20e eeuw werd de heide rondom het ven vervangen door aangeplante dennenbossen. Enkele kleine gebieden met heide bleven enigszins bewaard met relicten van hakhoutstoven van wintereik. Rondom het ven groeien enkele voor de streek vrij zeldzame planten die typisch zijn voor droge zandgronden, zoals heidespurrie, wilde tijm en stekelbrem. Rondom het ven liggen resten van landduinen die grotendeels bedekt zijn met droge mossoorten en grazige vegetatie. Het ven met zijn vegetatie is erg kwetsbaar en hydrologisch afhankelijk van de omgeving. De grootste bedreigingen zijn eutrofiëring van het voedselarme water in het ven, vervuiling van bodem en grondwater, verdroging en recreatiedruk.
In de jaren 60 werd een aanzet gegeven om het Ven onder de Berg in te richten voor strandrecreatie en zwemmen. Na lokaal protest werden dergelijke voornemens telkens on hold gezet. Toen het gemeentebestuur van Maasmechelen en Center Parcs eind jaren 80 vergevorderde plannen bekend maakten om in de wijde omgeving rond het Ven een afgesloten recreatiepark met bungalows en een overdekt zwembadcomplex te bouwen, ontstond er een protest dat landelijke weerklank had en dat uiteindelijk resulteerde in de wettelijke bescherming van het Ven en de aangrenzende steilrand. De Center Parcs-plannen werden na jaren actievoeren verplaatst naar de opgeknapte mijnterreinen van Eisden. De acties voor de bescherming van het Ven onder de Berg werden de aanleiding voor de vorming van het Nationaal Park Hoge Kempen, het eerste en voorlopig enige Nationaal Park in het Vlaamse Gewest.